# 颜村
颜村是中国广东省广州市从化区的一个自然村。在太平镇北面约7.5千米，为颜村村的驻地。南宋末年建村，因颜姓来此定居得名。1998年时，全村人口1039人。